# الشوحط (فرع العدين)

تعديل مصدري - تعديل

الشوحط محلةتعز تابعة الحجرة الشميايتن، التابعة الشوحط الشمياتين بمديرية فرع تعز التربه إحدى مديريات تعز في الجمهورية اليمنية، بلغ تعداد سكانها 29 حسب تعداد اليمن لعام 2004.